# Axe (marka)

Axe – marka męskich kosmetyków. Jej właścicielem jest angielsko-holenderska firma Unilever, która produkuje głównie artykuły żywnościowe, środki czystości i higieny osobistej. Ze względu na ochronę znaków towarowych w Australii, Nowej Zelandii, Indiach, Irlandii i w Wielkiej Brytanii nosi nazwę Lynx.
W skład linii kosmetyku wchodzą: dezodoranty, antyperspiranty, wody kolońskie, żele pod prysznic, szampony oraz żele do włosów.

## Historia
Marka Axe powstała we Francji w 1983 roku za sprawą koncernu Unilever. Projekt został zainspirowany przez inną markę firmy – Impulse, przeznaczoną dla kobiet. 2 lata po debiucie oraz sukcesie na rodzimym rynku postanowiono eksportować ją do innych państw. Ze względu na to, że nazwa była już zajęta m.in. w Wielkiej Brytanii, Indiach czy Irlandii kosmetyki firmy postanowiono sprzedawać pod nazwą Lynx.
Axe weszło na dobre na rynek europejski po odniesieniu sukcesu na rynku Ameryki Łacińskiej, natomiast w nowym tysiącleciu produkt stał się dostępny w Stanach Zjednoczonych oraz Kanadzie.
Aktualnie Axe jest dostępna na rynku ponad 60 państw, w tym także Polski. Wprowadzenie marki zostało poprzedzone dużą kampanią reklamową, która zachęcała do kupna kosmetyków Axe, gwarantując zainteresowanie kobiet.
Firma budzi wiele kontrowersji na świecie, m.in. ze względu na seksizm w swych reklamach.

## Różnorodna linia produktów
Sukces Axe na rynku europejskim wiąże się z wypuszczaniem nowego zapachu każdego roku. Reklama nowego zapachu miała przyciągać klientów do niego samego oraz przy okazji do pozostałych zapachów. Od 1983 do 1989 roku warianty Axe nosiły nazwę bezpośrednio opisującą zapach – Musk, Spice (ostry), Amber (bursztynowy), Marine (morski), Orient (orientalny).
Od 1990 do 1996 roku używano nazw geograficznych: Africa, Alaska, Nevada, Java, Inca. Od 1996 do 2002 roku nazwy wariantów były inspirowane nazwami perfum Calvin Klein (wówczas również marka Unilever): Dimension, Apollo, Dark Temptation, Gravity oraz Phoenix. Od 2003 roku warianty Axe opisywane i reklamowane są jako różne sposoby na uwiedzenie kobiet: Pulse, Touch, Unlimited, Click/Clix, Vice.